# Коряцький автономний округ
Коря́цький автоно́мний о́круг (з коряц. Чав'чиваокруг) — до 1 липня 2007 року суб'єкт Російської Федерації на Далекому Сході. Межував на півночі з Чукотським автономним округом та Магаданською областю, з півдня — з Камчатською областю. Округ був утворений 10 грудня 1930 року.
Бувши самостійним суб'єктом Російської Федерації, Коряцький автономний округ входив до складу Далекосхідного федерального округу. Адміністративний центр — смт Палана.
23 жовтня 2005 року був проведений референдум по об'єднанню Корякського автономного округу з Камчатською областю. Населення підтримало об'єднання регіонів. 1 липня 2007 року утворився новий суб'єкт — Камчатський край, у якому було створено адміністративно-територіальне утворення з особливим статусом — Коряцький округ.

## Географічне положення
Коряцький автономний округ розташовувався у північній частині півострова Камчатка, займаючи 60 % його площі, прилеглу до нього частину материка та Карагінський острів. Омивався зі сходу Беринговим морем Тихого океану (протяжність берега більш як 1500 км), а із заходу — Охотським морем (протяжність берега приблизно 1500 км).
Площа території округу — 301,5 тис. км².

## Населення
Населення округу становила 23,8 тис. осіб (2005). Національний склад: росіяни — 50,6 %, народи Півночі — 40,0 % (в тому числі коряки — 26,7 %, чукчі — 5,6 %, ітельмени — 4,7 %, евени — 3,0 %), українці — 4,1 %, татари — 0,9 %, білоруси — 0,6 %, інші народності — 3,8 %.

## Райони
- Карагінський район
- Олюторський район
- Пенжинський район
- Тигільський район